# David Pichler
David Pichler (19. veljače 1996.), austrijski tenisač hrvatske nacionalnosti, iz Uzlopa.
Najbolji plasman na ATP ljestvici bio je 16. listopada 2017. kad je bio 390. sa 106 bodova.
16. veljače 2020. s Kaiom Wehneltom iz Njemačke pobijedio je francuski par Angele i Musialek 7:6, 6:7 i 10:7 i osvojio finale turnira svjetske rangliste u Heraklionu (ATP M15 Heraklion) u Grčkoj u natjecanju parova.
23. veljače 2020. on i Alexander Erler iz Solnograda su osvojili finale turnira (ITF Men's World Tennis Tour, M15 Heraklion, Lyttos Beach) svjetske rangliste u Heraklionu (ATP M15 Heraklion) u Grčkoj. Pri natjecanju parova pobijedili su njemački par Kai Wehnelt i Valentin Günther 3:6, 6:4 i 10:4. To je za Pichlera bila 24. pobjeda u igri parova na internacionalnoj razini. U pojedinačnom natjecanju Pichler je dvaput osvojio taj turnir. U parovima je 23. veljače 2020. 367. (najbolji plasman bio je 250., 18. rujna 2017.) na ATP-ovoj ljestvici u konkurenciji parova i 22. na ITF-ovoj ljestvici parova (najbolji plasman bio je 16., 23. rujna 2019.). 
5. rujna 2020. je dobio finale turnira u Caslanu u Švicarskoj skupa sa svojim austrijskim partnerom Alexandrom Erlerom. 20. rujna 2020. je izgubio finale turnira u Monastiru u Tunisu u dva seta.  U igri parova je osvojio turnir s austrijskim kolegom Alexandrom Erlerom.
U karijeri je zaključno s 23. veljače 2020. pobijedio na 24 turnira:
- 2015.: 2 puta na Futuresima u muškim parovima (tvrda i zemljana podloga)
- 2016.: 9 puta na Futuresima u muškim parovima (tvrda i zemljana podloga)
- 2017.: 2 puta na Futuresima u muškim parovima (zemljana podloga)
- 2018.: 4 puta na Futuresima u muškim parovima (tvrda i zemljana podloga)
- 2019.: 5 puta na ITF-ovim turnirima u muškim parovima (tvrda i zemljana podloga)
- 2020.: 2 puta na ITF-ovim turnirima u muškim parovima (tvrda podloga)